# Bernard Béguin
Bernard Béguin (ur. 24 września 1947 roku) – francuski kierowca wyścigowy i rajdowy.

## Kariera
Béguin rozpoczął karierę w międzynarodowych wyścigach samochodowych w 1972 roku od startów w Niemieckiej Formule 3 oraz w Brytyjskiej Formule 3 BRSCC Motor Show Shell. W edycji brytyjskiej z dorobkiem czterech punktów uplasował się na 19 pozycji w klasyfikacji generalnej. W późniejszych latach Francuz pojawiał się także w stawce Brytyjskiej Formule 3 BARC Forward Trust, Włoskiej Formuły 3, Brytyjskiej Formule 3 BRSCC John Player, 24-godzinnego wyścigu Le Mans, World Challenge for Endurance Drivers, FIA World Endurance Championship, French Touring Car Championship oraz European Touring Car Championship
Béguin startował także w Rajdowych Mistrzostwach Świata WRC w samochodzie Peugeot oraz BMW. W historii startów wygrał 13 odcinków specjalnych, a w klasyfikacji generalnej rajdów trzykrotnie stawał na podium. Ma w dorobku jedno zwycięstwo: w Rajdzie Korsyki 1987. Czterokrotnie zdobywał Rajdowe Mistrzostwo Francji (W 1979, 1991, 1992 i 1993 roku).